# Comuna Poromiv, Ivanîci
Poromiv (în ucraineană Поромів) este o comună în raionul Ivanîci, regiunea Volînia, Ucraina, formată din satele Lejnîțea, Mîhalie, Mlînîșce, Petrove și Poromiv (reședința).

## Demografie
Componența lingvistică a satului Poromiv
     Ucraineană (99,39%)
     Alte limbi (0,61%)
Conform recensământului din 2001, majoritatea populației satului Poromiv era vorbitoare de ucraineană (99,39%), existând în minoritate și vorbitori de alte limbi.